# 昭和残侠伝 血染の唐獅子
『昭和残侠伝 血染の唐獅子』（しょうわざんきょうでん ちぞめのからじし）は、1967年7月8日に公開された日本映画。監督はマキノ雅弘、主演は高倉健、製作は東映である。昭和残侠伝シリーズの第4作。

## あらすじ
昭和初期の浅草。上野での博覧会建設をめぐって、鳶職を取りまとめる鳶政一家と博徒・阿久津組が対立。鳶政は阿久津組の三日仏に殺され、兵役から帰った秀次郎が新たな組頭になる。阿久津組の代貸し重吉は秀次郎とは子供の頃からの仲であり、妹・文代は秀次郎の恋人でもあった。阿久津は市の土木局長・高見沢を買収し 博覧会建設の入札を目論むが、秀次郎に不正を暴かれ失敗する。鳶政一家の音吉が芸者染次を身請けするため質屋に入れた一家の纒（まとい）が阿久津の手に渡る。取り戻しに行った音吉は殺され、阿久津に身を売る約束で纏を取り返した染次は自殺する。怒りに燃える一家を抑え、工事に全力を注がせる秀次郎であったが、工事現場へ放火され、ついに勘忍袋の緒が切れた。阿久津の悪行を再三たしなめ破門された重吉と共に、阿久津組に殴り込む。

## 出演者
- 花田秀次郎：高倉健
- 風間文代：藤純子
- お坊主竹：津川雅彦
- 活弁：曽根晴美
- 一升舛の音吉：山城新伍
- 染次：牧紀子
- 花奴：萩玲子
- おひさ：宮城千賀子
- おつた：清川虹子
- 三日仏：天津敏
- ペス虎：大村文武
- 明天：小林勝彦
- オートジャイロ：八名信夫
- 岩源：沢彰謙
- 鳶政：加藤嘉
- 奥田：植田灯孝
- 岩崎：久保一
- 人足頭：滝島孝二
- 二銭鮨：須賀良
- 山本緑
- 谷本小代子
- 山之内修
- 角三：内藤正
- 丸伍：小塚十紀雄
- 土手八：佐藤晟也
- 係員：木川哲也
- 木村：岡野耕作
- 鳶兼：志摩栄
- 人足頭：山田甲一
- 吉田：萩原正勝
- 医師：清水正
- 鳶由：久保比佐志
- 屋根源：打越正八
- 田川恒夫
- 前川良三
- 阿久津剛三：河津清三郎
- 聖天の五郎：水島道太郎
- 高見沢耕作：金子信雄
- 風間重吉：池部良
- 以下ノンクレジット
- 十二階：岡部正純
- エミィ：桑原幸子
- 銭亀：北川恵一
- 大野：荒船行一
- 子分：沢田浩二

## 主題歌
『昭和残侠伝』
- 作詞：水城一狼・佐伯清
- 作曲：水城一狼
- 唄：高倉健